# Thelypteris aurita
Thelypteris aurita là một loài thực vật có mạch trong họ Thelypteridaceae. Loài này được (Hook.) Ching miêu tả khoa học đầu tiên năm 1936.